# The Cure
The Cure is een in 1976 in Crawley (Verenigd Koninkrijk) opgerichte newwaveband met als drijvende kracht zanger-gitarist Robert Smith (Blackpool, 1959). Oorspronkelijk heette de band The Easy Cure. De band wordt naast new wave ook geplaatst in de genres gothic rock en postpunk.

## Biografie

### Debuut: 'Three Imaginary Boys'
In 1977 won een voormalige schoolband van Notre Dame Middle School in Crawley onder de naam Easy Cure – genoemd naar een nummer dat werd geschreven door de drummer Lol Tolhurst – in een talentenjacht een contract voor opnames bij de platenmaatschappij Ariola-Hansa. De band bestond toen uit Robert Smith als zanger-gitarist, Porl Thompson op gitaar, Michael Dempsey op basgitaar en Tolhurst achter de drums. De gewonnen opnames vonden plaats in oktober/november 1977, maar Hansa was er niet tevreden over. De opnames van Easy Cure werden nooit uitgebracht. Smith had inmiddels belangstelling voor een meer minimalistische stijl. Omdat Thompsons gitaarstijl en gitaarsolo's niet bij deze stijl pasten, werd de gitarist in de eerste helft van 1978 uit de band ontslagen. Kort daarna gaf Smith de band als driemansformatie de nieuwe naam 'The Cure'.

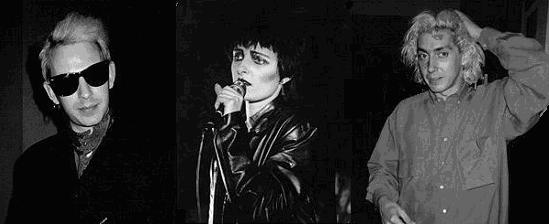
Steven Severin, Siouxsie Sioux, Budgie met wie Robert Smith in Siouxsie and the Banshees speelde als gitarist, in 1979, daarna van 1982 tot 1984.

The Cure debuteerde in december 1978 met de single "Killing an Arab", uitgebracht door Small Wonder Records. Dit nummer zorgde al meteen voor controverse vanwege het vermeende racistische karakter van het nummer. In feite was het gebaseerd op de roman De vreemdeling van Albert Camus. Enkele maanden later werd deze single opnieuw uitgebracht door Fiction Records. Dit was een nieuw platenlabel dat werd opgericht door Chris Parry, de scout van Polydor Records die de band in juni 1978 voor dit label had ontdekt. In juni 1979 verscheen het eerste album Three Imaginary Boys. De single "Boys don't cry", die overigens niet op dit album stond, opende voor de groep de weg naar een bescheiden cultstatus.
In september ondernam The Cure haar eerste Britse tournee als voorprogramma van Siouxsie and the Banshees. Een paar dagen na de openingsdatum werd Robert Smith ook 'Banshees-gitarist' nadat hun gitarist John McKay de tournee op een geïmproviseerde manier had verlaten. Smith speelde toen twee sets per concert.

### Doorbraakalbums: 'Seventeen Seconds', 'Faith' en 'Pornography'
Zijn ervaring met Siouxsie and the Banshees bracht Smith er toe om de muzikale richting van The Cure te veranderen. In 1980 werd Michael Dempsey op basgitaar vervangen door Simon Gallup en werd Matthieu Hartley toegevoegd op keyboards. In dat jaar brak The Cure grootschalig door met de lp Seventeen Seconds, waarvan de single "A Forest" een internationale hit werd. Vanwege onenigheid over de muzikale richting van de band, verliet Hartley de band al in hetzelfde jaar.
De stijl van Seventeen Seconds en het daaropvolgende album Faith (1981) werd door sommigen gothic of postpunk genoemd; een stijl die zwaar aanleunt tegen de muziek van Siouxsie and the Banshees en Joy Division.
Na het album Pornography (1982) en de daaropvolgende tournee liepen de spanningen in de band op en verliet Gallup de band, waarmee The Cure feitelijk een duo was geworden. Robert Smith, zanger-gitarist en bezieler van The Cure, zette de groep op non-actief en legde hij zich bijna volledig toe op Siouxsie and the Banshees, waar hij inviel als gitarist. Ook maakte hij toen samen met de bassist van de Banshees, Steven Severin, de plaat "Blue Sunshine" die uitgebracht werd onder de groepsnaam 'The Glove'.

### Nieuwe richtingen: 'Japanese Whispers' en 'The Top'

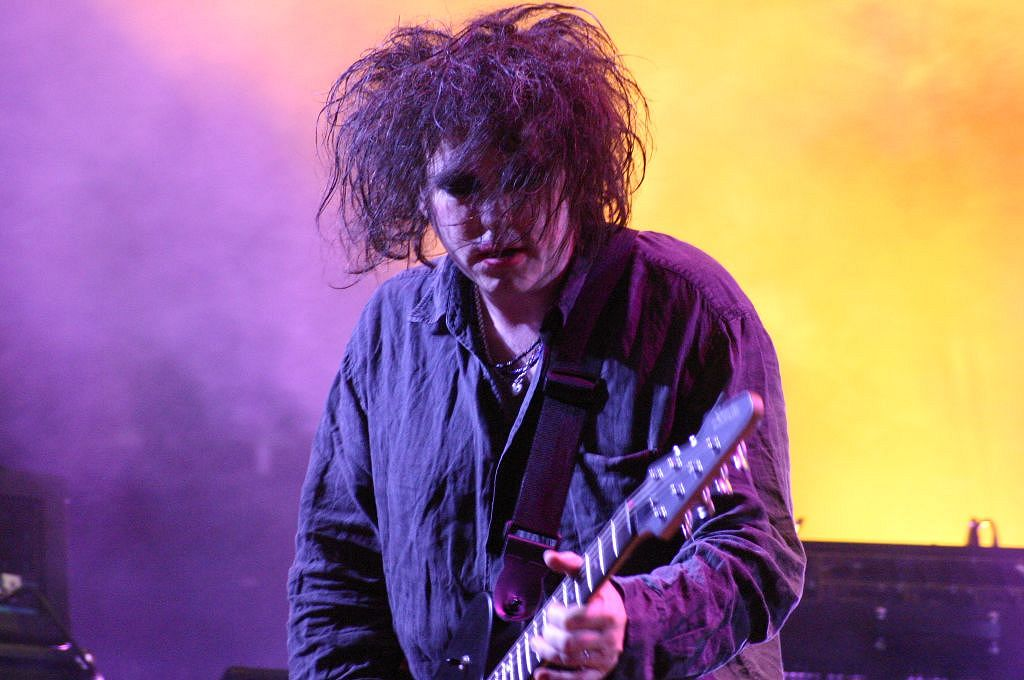
Zanger Robert Smith, Southside Festival in Neuhausen ob Eck, Duitsland, 2004

Begin jaren tachtig bracht Smith enkele eigen nummers uit onder de naam 'The Cure'. Met succesvolle nummers als "Let's go to bed", "The Walk" en "The Lovecats" brak hij volledig met de doemmuziek van de vorige albums: Seventeen Seconds, Faith en Pornography. Deze nieuwe nummers verschenen op het compilatiealbum Japanese Whispers uit 1983. In deze tijd bespeelt Robert Smith ook de media met vage uitspraken en zinspeelt hij vaak op het einde van de band.
Het eerstvolgende album The Top (1984) werd – in tegenspraak met de credits op de hoes – vrijwel geheel ingezongen en ingespeeld door Smith. Alleen de drumpartijen waren niet van hem maar van Andy Anderson.

### Commercieel succes: 'The Head on the Door', 'Kiss Me, Kiss Me, Kiss Me', 'Disintegration' en 'Wish'
In de loop van de jaren tachtig waren er veel personeelswisselingen in de band. In 1984 keerde Gallup terug als basgitarist. In hetzelfde jaar werd Porl Thompson, oud-bandlid van Easy Cure, toegevoegd als gitarist en Boris Williams op percussie. Tolhurst werd toetsenist tot hij in 1989 werd ontslagen vanwege een onhandelbare alcoholverslaving.
Het geluid van The Cure bleef zich bewegen tussen de lichtvoetigheid van hun debuutalbum en het doemgeluid van "A Forest". De band groeide met deze combinatie uit tot een van de populairste newwavebands. Op de albums The Head on the Door (1985) en Kiss Me, Kiss Me, Kiss Me (1987) zijn nog steeds zware nummers te vinden, in overeenstemming met de depressieve en volgens sommigen suïcidale staat waarin Robert Smith zich bevond. Maar deze albums bevatten ook lichtere popliedjes.
In 1989 bracht de band het door critici veel geprezen album Disintegration uit dat ook in commercieel opzicht een groot succes was, evenals het daaropvolgende album Wish (1992).
In januari 1991 gaf The Cure een akoestisch optreden in het populaire televisieprogramma MTV Unplugged.
In 1994 en 1995 leverde The Cure twee nummers voor soundtracks. In 1994 leverde de band het nummer "Burn" voor de soundtrack van de film The Crow en in 1995 het nummer "Dredd Song" voor soundtrack van de film Judge Dredd, met Sylvester Stallone in de hoofdrol. Beide nummers werden in 2004 uitgebracht op Join the Dots: B-Sides and Rarities, 1978-2001 (The Fiction Years).

### Tanende en hernieuwde belangstelling: 'Wild Mood Swings', 'Bloodflowers', 'The Cure' en '4:13 Dream'
Het album Wild Mood Swings uit 1996 was minder succesvol dan de voorafgaande studioalbums. In de tweede helft van de jaren negentig en aan het begin van het nieuwe millennium stond de band dan ook minder op de voorgrond.
In 1997 werd Robert Smith uitgenodigd om deel te nemen aan het concert ter gelegenheid van de 50ste verjaardag van David Bowie in New York, waar hij samen met Bowie het nummer "Quicksand" van diens album Hunky Dory uitvoerde. Bij deze gelegenheid ontmoette Smith Bowie’s gitarist Reeves Gabrels die zich later zou aansluiten bij The Cure. Tijdens het optreden noemde Bowie The Cure een van de beste en meest excentrieke Britse band, waarvan hij al jaren een groot fan was.
Toen een nieuwe lichting succesvolle groepen, waaronder  Interpol en Editors, The Cure als inspiratiebron noemden, resulteerde dit aan het begin van de jaren 2000 in hernieuwde aandacht en een aantal nieuwe projecten, waaronder het album The Cure (2004), waarvan Robert Smith destijds zei dat het de essentie van de groep vatte. Dit album en het daaraan voorafgaande album Bloodflowers (2000) zijn doorspekt met het zware geluid van de tijd van Pornography en Faith.
In deze tijd werd ook de dvd Trilogy in Berlijn opgenomen met alleen nummers van Bloodflowers, Pornography en Disintegration. Als extra staan er twee nummers op van het album Kiss Me, Kiss Me, Kiss Me: "The kiss" en "If only tonight we could sleep". Tot de vaste bandleden behoorden inmiddels Jason Cooper, die Boris Williams had vervangen op percussie, en Roger O'Donnell op keyboards.
In mei 2008 liet The Cure via MySpace weten een dertiende album uit te zullen brengen. De band liet ook weten dat ze tot aan de release van het album op elke dertiende dag van de maand (mei, juni, juli en augustus) een single uit zouden brengen. Op 13 mei kwam dan ook "The only one" uit, gevolgd door "Freakshow" in juni. Het nieuwe album werd 4:13 Dream, voorlopig het meest recente studioalbum van de band.

### 2014-2021
In 2014 bracht de band een eerbetoon aan Paul McCartney met een bijdrage aan het album The Art of McCartney, waarvoor ze samen met diens zoon James McCartney een cover van nummer "Hello, Goodbye" opnamen. In 2015 bewerkten ze "A few hours after this" speciaal voor de politieserie Luther. Dit nummer verscheen oorspronkelijk in 1985 als B-kant van "In between days". In 2018 bestond de band 40 jaar en gaf The Cure een optreden in Hyde Park, Londen.
In 2012 en 2019 gaf de band optredens op Pinkpop, waar bleek dat de band nog opvallend goed uit de voeten kwam en ook het jongere Pinkpoppubliek wist aan te spreken. Zanger Robert Smith gaf in een interview aan dat leeftijd in muziek in feite niet belangrijk is en dat hij wil doorgaan zo lang hij erin slaagt zich uit te drukken in teksten en muziek op de manier zoals hij dat wil en daarmee het publiek kan aanspreken. Hij gaf wel toe dat het "wat langer duurt om los te komen uit zijn normale leven en zich voor te bereiden op een optreden, zoals dat op Pinkpop." In 2019 was The Cure ook een headliner van het Glastonbury Festival.
Bij de liveshows werd The Cure vaak ondersteund door Reeves Gabrels, voormalig gitarist van de band van David Bowie en onderdeel van Tin Machine. Gabrels werd in 2019 bij de toetreding van de band tot de Rock and Roll Hall of Fame inmiddels gerekend tot een vast bandlid.
In 2020 werkte Robert Smith mee aan het nummer "Strange Timez" van het album Song Machine, Season One: Strange Timez van de band Gorillaz.

### Vanaf 2022: 'Songs of a Lost World'
In maart 2022 maakte Robert Smith bekend dat er na 14 jaar twee nieuwe studioalbums komen, waarvan het eerste album de titel Songs Of The Lost World zou krijgen. In tegenstelling tot het eerste, zou het tweede album al gereed zijn. Beide albums werden echter nog niet uitgebracht.
De Europese tournee van de concertreeks Shows of a Lost World begon op 6 oktober 2022 in de arena van Riga. Hierbij speelden ze op 23 november in het Antwerpse Sportpaleis en op 25 november in een uitverkocht Ziggo Dome om uiteindelijk 12 december af te sluiten op Wembley. Daarna volgde van 10 mei 2023 tot en met 17 september 2023 een tournee door Noord-Amerika en werden data aangekondigd voor een tournee door Zuid-Amerika van 19 november tot en met 10 december van datzelfde jaar. Om gezondheidsredenen nam Roger O'Donnell niet deel aan dit laatste onderdeel van de tournee. Hij werd tijdelijk vervangen door Mike Lord.
Op 26 september 2024 werd Alone uitgebracht, de eerste single uit het nieuwe album Songs Of A Lost World dat op 1 november van dat jaar uitkwam, zestien jaar na het vorige studioalbum.

## Bezetting

### Huidige bandleden
- Robert Smith (zang, gitaar, keyboards)
- Simon Gallup (basgitaar; 1979-1982, 1984-heden)
- Roger O'Donnell (keyboards; 1987-1990, 1995-2005, 2011-heden)
- Jason Cooper (percussie; sinds 1995)
- Reeves Gabrels (gitaar; 2012-heden)
- Perry Bamonte (keyboards, gitaar; 1990-2005; 2022-heden)

### Voormalige bandleden
- Michael Dempsey (basgitaar, tot 1979)
- Lol Tolhurst (percussie, keyboards; tot 1989)
- Matthieu Hartley (keyboards; 1979-1980)
- Phil Thornalley (basgitaar; 1983-1984)
- Andy Anderson (percussie; 1983-1984)
- Porl Thompson (gitaar; 1984-1992 en 2005-2012)
- Boris Williams (percussie; 1984-1994)

## Discografie

### Albums
| Album met eventuele hitnotering(en) in de Nederlandse Album Top 100 | Datum van verschijnen | Datum van binnenkomst | Hoogste positie | Aantal weken | Opmerkingen   |
| ------------------------------------------------------------------- | --------------------- | --------------------- | --------------- | ------------ | ------------- |
| Three imaginary boys                                                | 11-05-1979            | -                     | -               | -            |               |
| Boys don't cry                                                      | 05-02-1980            | -                     | -               | -            | Verzamelalbum |
| Seventeen Seconds                                                   | 18-04-1980            | 23-08-1980            | 15              | 9            |               |
| Faith                                                               | 11-04-1981            | 09-05-1981            | 9               | 10           |               |
| Happily ever after                                                  | 08-09-1981            | -                     | -               | -            | Verzamelalbum |
| Pornography                                                         | 03-05-1982            | 29-05-1982            | 17              | 8            |               |
| Japanese Whispers                                                   | 12-12-1983            | -                     | -               | -            | Verzamelalbum |
| The Top                                                             | 30-04-1984            | 19-05-1984            | 12              | 18           |               |
| Concert: The Cure Live                                              | 22-10-1984            | 03-11-1984            | 31              | 4            | Livealbum     |
| The Head on the Door                                                | 26-08-1985            | 07-09-1985            | 3               | 25           |               |
| Standing on a Beach                                                 | 06-05-1986            | 31-05-1986            | 6               | 23           | Verzamelalbum |
| Kiss Me, Kiss Me, Kiss Me                                           | 25-05-1987            | 06-06-1987            | 3               | 19           |               |
| Disintegration                                                      | 01-05-1989            | 20-05-1989            | 3               | 21           |               |
| Mixed Up                                                            | 05-11-1990            | 10-11-1990            | 51              | 10           | Verzamelalbum |
| Entreat                                                             | 25-03-1991            | 04-05-1991            | 88              | 3            | Livealbum     |
| Wish                                                                | 21-04-1992            | 09-05-1992            | 22              | 9            |               |
| Show                                                                | 13-09-1993            | 02-10-1993            | 71              | 4            | Livealbum     |
| Wild Mood Swings                                                    | 06-05-1996            | 18-05-1996            | 37              | 6            |               |
| Galore - The singles 1987-1997                                      | 28-10-1997            | 22-11-1997            | 81              | 3            | Verzamelalbum |
| Bloodflowers                                                        | 14-02-2000            | 26-02-2000            | 50              | 4            |               |
| Greatest Hits                                                       | 12-11-2001            | -                     | -               | -            | Verzamelalbum |
| Join the Dots: B-Sides and Rarities, 1978-2001 (The Fiction Years)  | 26-01-2004            | -                     | -               | -            | Verzamelalbum |
| The Cure                                                            | 28-06-2004            | 03-07-2004            | 37              | 8            |               |
| 4:13 Dream                                                          | 24-10-2008            | 01-11-2008            | 38              | 4            |               |
| Bestival Live 2011                                                  | 02-12-2011            | 02-06-2012            | 98              | 1            | Livealbum     |
| Curaetion - 25                                                      | 18-10-2019            | 26-10-2019            | 33              | 1            | Verzamelalbum |
| Songs of a Lost World                                               | 01-11-2024            | 02-11-2024            | 1               |              |               |
| Songs of a Live World: Troxy London MMXXIV                          | 13-12-2024            |                       |                 |              | Livealbum     |

| Album met hitnotering(en) in de Vlaamse Ultratop 200 albums         | Datum van verschijnen | Datum van binnenkomst | Hoogste positie | Aantal weken | Opmerkingen   |
| ------------------------------------------------------------------- | --------------------- | --------------------- | --------------- | ------------ | ------------- |
| Wild Mood Swings                                                    | 06-05-1996            | 18-05-1996            | 13              | 6            |               |
| Bloodflowers                                                        | 14-02-2000            | 19-02-2000            | 11              | 6            |               |
| Greatest Hits                                                       | 12-11-2001            | 24-11-2001            | 5               | 25           | Verzamelalbum |
| Join the Dots - B-Sides & Rarities, 1978 > 2001 (the Fiction Years) | 26-01-2004            | 07-02-2004            | 60              | 5            |               |
| The Cure                                                            | 28-06-2004            | 03-07-2004            | 7               | 11           |               |
| 4:13 Dream                                                          | 24-10-2008            | 01-11-2008            | 23              | 7            |               |
| Disintegration                                                      | 02-05-1989            | 05-06-2010            | 84              | 5            |               |
| Bestival Live 2011                                                  | 02-12-2011            | 17-12-2011            | 83              | 11           | Livealbum     |
| Mixed Up                                                            | 15-10-1990            | 30-06-2018            | 35              | 3            | Verzamelalbum |
| Curaetion - 25                                                      | 18-10-2019            | 26-10-2019            | 17              | 3            | Verzamelalbum |
| Three Imaginary Boys                                                | 01-12-2023            | 08-12-2023            | 63              | 4            |               |
| The Head on the Door                                                | 26-08-1985            | 09-12-2023            | 35              | 6            |               |
| Songs of a Lost World                                               | 01-11-2024            | 09-11-2024            | 1 (2wk)         | 12*          |               |

### Singles
| Single met eventuele hitnotering(en) in de Nederlandse Top 40 | Datum van verschijnen | Datum van binnenkomst | Hoogste positie | Aantal weken | Opmerkingen                                                                                    |
| ------------------------------------------------------------- | --------------------- | --------------------- | --------------- | ------------ | ---------------------------------------------------------------------------------------------- |
| Jumping Someone Else's Train                                  | 1979                  | -                     | -               | -            |                                                                                                |
| A Forest                                                      | 1980                  | 30-08-1980            | 31              | 4            | Nr. 26 in de Nationale Hitparade / Nr. 37 in de TROS Top 50                                    |
| Primary                                                       | 1981                  | 02-05-1981            | tip4            | -            |                                                                                                |
| The Caterpillar                                               | 1984                  | 19-05-1984            | tip4            | -            | Nr. 35 in de Nationale Hitparade / Nr. 37 in de TROS Top 50                                    |
| In Between Days                                               | 1985                  | 24-08-1985            | 31              | 5            | Nr. 26 in de Nationale Hitparade / Nr. 30 in de TROS Top 50                                    |
| Close to Me                                                   | 1985                  | 12-10-1985            | 21              | 7            | Nr. 16 in de Nationale Hitparade / Nr. 18 in de TROS Top 50 / Veronica Alarmschijf Hilversum 3 |
| Boys Don't Cry (New Voice-New Mix)                            | 1986                  | 21-06-1986            | 37              | 3            | Nr. 27 in de Nationale Hitparade                                                               |
| Why Can't I Be You?                                           | 1987                  | 09-05-1987            | 13              | 7            | Nr. 25 in de Nationale Hitparade Top 100                                                       |
| Catch                                                         | 1987                  | 18-07-1987            | tip3            | -            | Nr. 57 in de Nationale Hitparade Top 100                                                       |
| Just Like Heaven                                              | 1987                  | -                     | -               | -            | Nr. 82 in de Nationale Hitparade Top 100                                                       |
| Hot Hot Hot!!!                                                | 1988                  | -                     | -               | -            | Nr. 79 in de Nationale Hitparade Top 100                                                       |
| Lullaby                                                       | 1989                  | 06-05-1989            | 9               | 8            | Nr. 8 in de Nationale Hitparade Top 100                                                        |
| Lovesong                                                      | 1989                  | 16-09-1989            | tip17           | -            | Nr. 48 in de Nationale Hitparade Top 100                                                       |
| Pictures of You                                               | 1990                  | -                     | -               | -            | Nr. 77 in de Nationale Top 100                                                                 |
| High                                                          | 1992                  | 02-05-1992            | 35              | 3            | Nr. 37 in de Nationale Top 100                                                                 |
| Friday I'm in Love                                            | 1992                  | 06-06-1992            | tip2            | -            | Nr. 32 in de Nationale Top 100                                                                 |
| Wrong Mumber                                                  | 1997                  | -                     | -               | -            | Nr. 88 in de Mega Top 100                                                                      |
| The Only One                                                  | 2008                  | -                     | -               | -            | Nr. 86 in de B2B Single Top 100                                                                |
| Freakshow                                                     | 2008                  | -                     | -               | -            |                                                                                                |
| Sleep When I'm Dead                                           | 2008                  | -                     | -               | -            |                                                                                                |
| The Perfect Boy                                               | 2008                  | -                     | -               | -            |                                                                                                |
| Alone                                                         | 2024                  | -                     | -               | -            |                                                                                                |
| A Fragile Thing                                               | 2024                  | -                     | -               | -            |                                                                                                |
| All I Ever Am                                                 | 2024                  | -                     | -               | -            |                                                                                                |

| Single met hitnotering(en) in de Vlaamse Ultratop 50 | Datum van verschijnen | Datum van binnenkomst | Hoogste positie | Aantal weken | Opmerkingen                 |
| ---------------------------------------------------- | --------------------- | --------------------- | --------------- | ------------ | --------------------------- |
| A Forest                                             | 28-03-1980            | 13-09-1980            | 20              | 5            | Nr. 16 in de Radio 2 Top 30 |
| In Between Days                                      | 19-07-1985            | 07-09-1985            | 23              | 5            | Nr. 19 in de Radio 2 Top 30 |
| Close to Me                                          | 09-09-1985            | 26-10-1985            | 30              | 5            | Nr. 25 in de Radio 2 Top 30 |
| Boys Don't Cry (New Voice - New Mix)                 | 21-04-1986            | 17-05-1986            | 17              | 6            | Nr. 18 in de Radio 2 Top 30 |
| Why Can't I Be You?                                  | 14-04-1987            | 25-04-1987            | 17              | 9            | Nr. 18 in de Radio 2 Top 30 |
| Lullaby                                              | 04-04-1989            | 03-06-1989            | 15              | 7            | Nr. 14 in de Radio 2 Top 30 |
| Lovesong                                             | 21-08-1989            | 16-09-1989            | 38              | 3            | Nr. 30 in de Radio 2 Top 30 |
| Never Enough                                         | 13-09-1990            | 17-11-1990            | 28              | 2            | Nr. 13 in de Radio 2 Top 30 |
| High                                                 | 16-03-1992            | 11-04-1992            | 21              | 7            | Nr. 21 in de Radio 2 Top 30 |
| Friday I'm in Love                                   | 25-05-1992            | 13-06-1992            | 34(2wk)         | 3            | Nr. 27 in de Radio 2 Top 30 |
| The 13th                                             | 23-04-1996            | 18-05-1996            | 43              | 1            |                             |
| Wrong Number                                         | 17-11-1997            | 01-11-1997            | tip12           | -            |                             |

### NPO Radio 2 Top 2000
| Nummers met noteringen in de NPO Radio 2 Top 2000 | '00 | '01  | '02 | '03 | '04 | '05 | '06 | '07 | '08 | '09  | '10  | '11  | '12  | '13  | '14  | '15  | '16  | '17  | '18  | '19  | '20  | '21  | '22  | '23  | '24  |
| ------------------------------------------------- | --- | ---- | --- | --- | --- | --- | --- | --- | --- | ---- | ---- | ---- | ---- | ---- | ---- | ---- | ---- | ---- | ---- | ---- | ---- | ---- | ---- | ---- | ---- |
| A Forest                                          | 44  | 82   | 67  | 61  | 62  | 87  | 85  | 71  | 71  | 68   | 69   | 76   | 42   | 50   | 49   | 41   | 40   | 42   | 71   | 44   | 39   | 40   | 36   | 30   | 22   |
| Boys Don't Cry                                    | -   | -    | -   | -   | -   | -   | -   | -   | -   | 1146 | -    | 1100 | 1087 | 864  | 1116 | 1148 | 1070 | 1093 | 1407 | 975  | 935  | 881  | 702  | 753  | 729  |
| Close to Me                                       | 692 | 1101 | 770 | 758 | 653 | 937 | 839 | 856 | 780 | 1163 | 1164 | 1156 | 954  | 807  | 1015 | 1008 | 1055 | 1132 | 1566 | 1158 | 1054 | 1008 | 1011 | 1059 | 1044 |
| Friday I'm in Love                                | -   | -    | -   | -   | -   | -   | -   | -   | -   | -    | -    | 1314 | 1155 | 938  | 1086 | 985  | 890  | 970  | 1095 | 797  | 782  | 751  | 627  | 724  | 781  |
| In Between Days                                   | -   | -    | -   | -   | -   | -   | -   | -   | -   | 1582 | -    | 1636 | 1339 | 1304 | 1337 | 1464 | 1597 | 1534 | 1989 | 1546 | 1933 | -    | -    | -    | -    |
| Just Like Heaven                                  | -   | -    | -   | -   | -   | -   | -   | -   | -   | -    | -    | -    | -    | -    | -    | -    | -    | -    | -    | -    | -    | -    | -    | -    | 1590 |
| Lovesong                                          | -   | -    | -   | -   | -   | -   | -   | -   | -   | -    | -    | -    | -    | -    | -    | -    | 1947 | 1916 | 1969 | 1674 | 1824 | 1812 | 1526 | 1493 | 1451 |
| Lullaby                                           | -   | -    | -   | -   | -   | -   | -   | -   | -   | -    | -    | 978  | 746  | 662  | 746  | 668  | 620  | 690  | 830  | 646  | 635  | 592  | 521  | 581  | 547  |

1. ↑  Een '-' betekent dat het nummer niet was genoteerd en een vetgedrukt getal geeft de hoogste notering van een nummer aan.
2. ↑  2000 was het eerste jaar met een notering voor The Cure.

### Dvd's
| Dvd's met hitnoteringen in de DVD Top 30                        | Datum van verschijnen' | Datum van binnenkomst | Hoogste positie | Aantal weken | Opmerkingen |
| --------------------------------------------------------------- | ---------------------- | --------------------- | --------------- | ------------ | ----------- |
| Trilogy: Pornography disintegration bloodflowers Live in Berlin | 2003                   | 14-06-2003            | 16              | 2            |             |

### Videografie
- 1985: Live in Japan (alleen in Japan uitgebracht)
- 1985: Tea Party (alleen in Japan uitgebracht)
- 1986: Staring at the Sea - The Images
- 1987: The Cure in Orange
- 1991: Picture Show
- 1991: Play Out
- 1993: Show
- 1997: Galore
- 2001: Greatest Hits
- 2003: Trilogy
- 2006: The Cure: Festival 2005